# Шарлота фон Дона-Лайстенау
Фридерика Шарлота Антония Амалия фон Дона-Шлобитен-Лайстенау (на немски: Friederike Charlotte Antonie Amalie von Dohna-Schlobitten-Leistenau; * 3 юли 1738, Кьонигсберг, Прусия; † 21 април 1786, Волде, Мекленбург) е бургграфиня и графиня от Дона-Шлобитен-Лайстенау и чрез женитби принцеса на Шлезвиг-Холщайн-Зондербург-Бек и графиня на Молтке. Тя е баба на датския крал Кристиан IX.

## Биография
Шарлота е дъщеря на бургграф Албрехт Кристоф фон Дона-Шлобитен-Лайстенау (* 23 септември 1698, Берлин; † 3 май 1752, Берлин) и на третата му съпруга принцеса София Хенриета фон Шлезвиг-Холщайн-Зондербург-Бек (* 18 декември 1698, Минден; † 9 януари 1768, Кьонигсберг), дъщеря на Фридрих Лудвиг фон Шлезвиг-Холщайн-Зондербург-Бек и Луиза Шарлота, дъщеря на Ернст Гюнтер фон Шлезвиг-Холщайн-Зондербург-Августенбург.
Шарлота се омъжва в Кьонигсберг, Прусия, на 30 май 1754 г., за първия си братовчед херцог Карл Антон Август фон Шлезвиг-Холщайн-Зондербург-Бек (* 10 август 1727; † 12 септември 1759), син на Петер Август фон Шлезвиг-Холщайн-Зондербург-Бек и първата му съпруга София фон Хесен-Филипстал. Той умира на 32 години в битка като майор на 12 септември 1759 г.
Вдовицата Шарлота се омъжва на 21 май 1777 г. за граф Фридрих Детлев фон Молтке (* 28 август 1750; † 2 септември 1825, Валкендорф). Тя умира на 21 април 1786 г. на 47 години. Съпругът ѝ се жени на 9 август 1787 г. за графиня Шарлота Елеонора фон Притвиц и Гафрон (1763 – 1827).

## Деца
Шарлота и принц Карл Антон Август имат един син:
- Фридрих Карл Лудвиг (* 20 август 1757; † 25 март 1816), херцог на Шлезвиг-Холщайн-Зондербург-Бек, женен в Кьонигсберг на 9 март 1780 за графиня Фридерика Амалия фон Шлибен (1757 – 1827); баща на херцог Фридрих Вилхелм Карл Леополд фон Шлезвиг-Холщайн-Зондербург-Глюксбург (1785 – 1831), женен 1810 г. за принцеса Луиза Каролина фон Хесен-Касел и баща на Кристиан IX, крал на Дания.

Шарлота и граф Фридрих Детлев фон Молтке имат три деца:
- Фридерика Вилхелмина София Детлофина фон Молтке (* 1 февруари 1779), омъжена за фон Щьосел
- Ернестина Шарлота Емилия Елизабет фон Молтке (* 12 март 1780), омъжена за фон дер Марвиц
- Фридрих Лудвиг Адам Александер фон Молтке (* 16 март 1782: † 28 юли 1818), женен за Вилхелмина Фридерика Улрика фон Блюхер (* 3 февруари 1781)